# Хіджра (каста)

Прапор хіджр

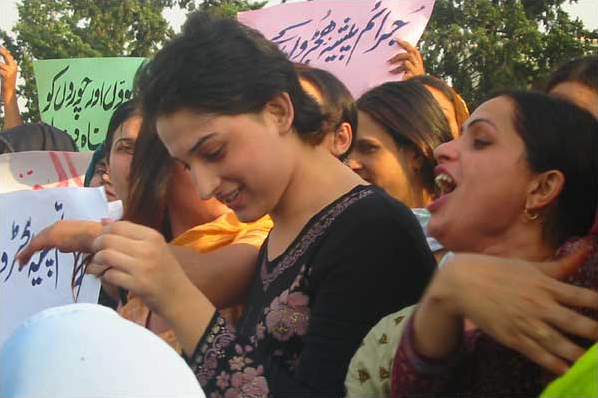
Акція протесту громади хіджр в Ісламабаді, Пакистан

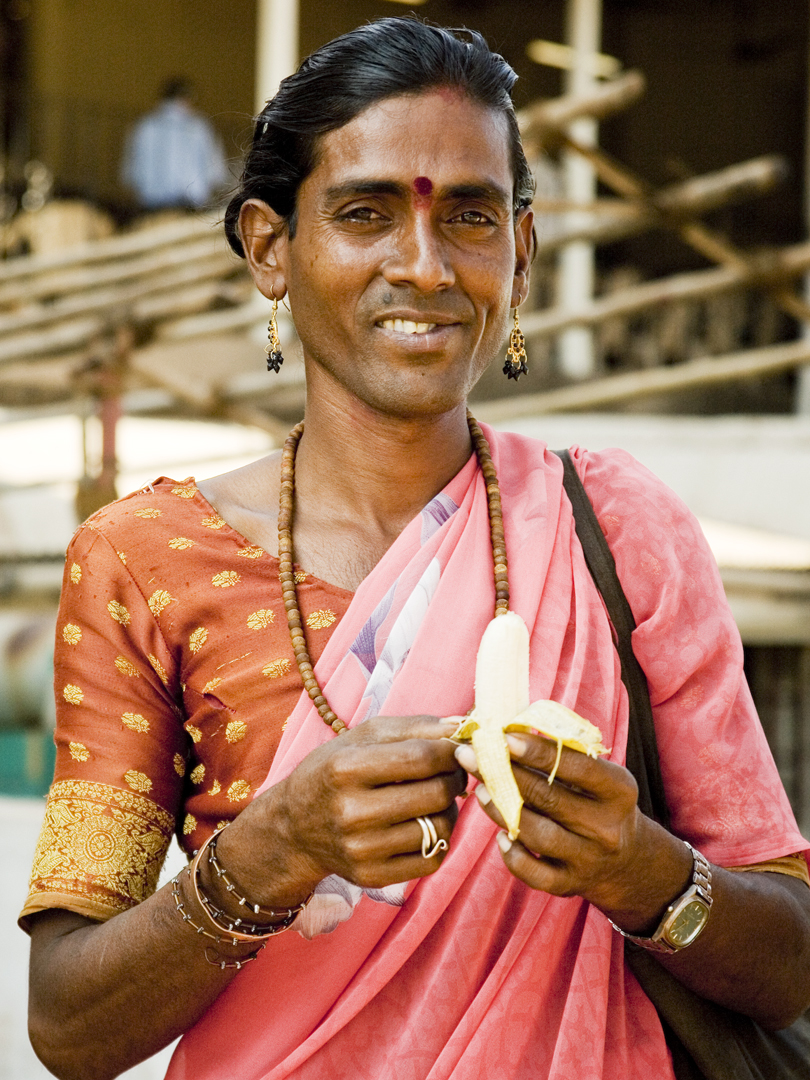
Хіджра з Індії

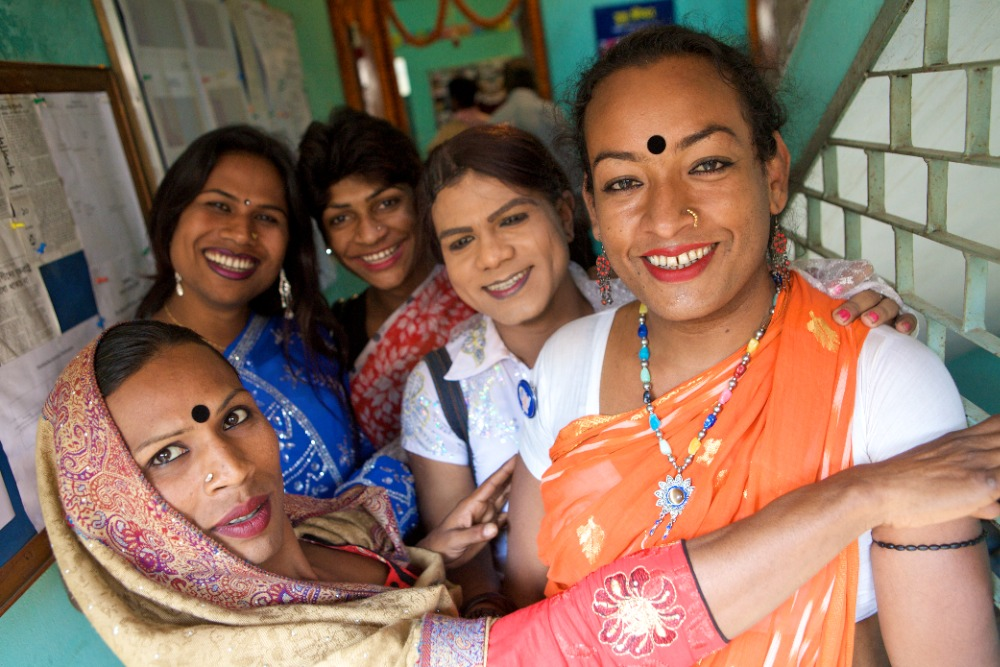
Хіджра в Бангладеш

Хіджра (урду حجڑا, гінді हिजड़ा)‎ — одна з каст недоторканних в Індії, Бангладеш і Пакистані, в яку входять представники «третьої статі»: це громада трансгендерних жінок, інтерсекс-людей, бісексуалів, гомосексуалів і кастратів. Вони одягаються і поводяться як жінки, називають себе жіночим ім'ям. Багато хіджрів поклоняються богині Бахучара Мата — однією з багатьох форм матері-Богіні. Чисельність хіджр, за оцінками, коливається від 50 тисяч  до 5 мільйонів.

## Найменування
Існує безліч синонімічних назв цих людей, проте вони можуть мати на увазі і деякі відмінності у статусі — залежно від регіону, наприклад, у штаті Уттар-Прадеш їх називають кхунса, кходжа, кусра, мукхама, в Андхра-Прадеш — кхада, котхі, в Гуджараті — Парайя, фатада, чхаки  . Хоча словом котхі зазвичай позначають іншу соціальну групу — пасивних гомосексуалів.

## Гендерний та статевий поділ
Згідно зі звичаєм, особа стає справжнім хіджром, пройшовши через ритуал кастрації, зазвичай від рук іншого старшого члена громади (операція вважається незаконною в Індії та проводиться у приватних будинках у кустарних умовах).

## Соціальний статус та економічні умови
Хіджри мають культовий статус: бездітні жінки просять у них благословення, хіджри приходять (часто без запрошення) на весілля, святкування з нагоди народження хлопчика, беруть участь у переїздах. Вони співають та танцюють, вимагаючи за це «бадхаї» — своєрідну винагороду за благословення. В іншому випадку вони загрожують накласти прокляття, зробивши чоловіків імпотентами, а жінок — безплідними. Багато хіджрів часто заробляють на життя проституцією, жебрацтвом або шахрайством.
Хіджри в більшості є індуїстами, меншість складають мусульмани. Вони схильні жити разом у громадах, або «будинках», усередині яких існує чіткий розподіл ролей та система підтримки. Близько 20 % хіджрів мають сім'ю — одружені з жінками і навіть мають дітей.

### Індія
Під час чергового перепису населення в Індії хіджри зажадали визнати їх третьою статтю, відмовляючись реєструватися як «чоловіки» або «жінки». У червні 2001 року в місті Ратх було скликано Загальнонаціональний конгрес хіджр, який заявив про політичні претензії на місцевому, регіональному та загальноіндійському рівні  .
У квітні 2014 Верховний суд Індії офіційно визнав хіджр та трансгендерних людей третьою статтю.